# Souapiti-See
Der Souapiti-See ist ein Stausee des Konkouré im westafrikanischen Guinea. Das daran angeschlossene Wasserkraftwerk Souapiti (französisch centrale hydroélectrique de Souapiti) wurde von der China Three Gorges Corporation (CTGC) gebaut. Die Anlage deckt den Energiebedarf Guineas und liefert zusätzlich Strom in die Nachbarstaaten.

## Geografie
Das Kraftwerk befindet sich etwa 140 km nordöstlich von Conakry, am Fluss Konkouré. Zudem mündet der Kakrima seit dem Bau der Staumauer in den See. Der obere Teil des Sees bildet die Grenze zwischen den Regionen Mamou und Kindia. Der See ist der größte einer Reihe von Stauseen im Konkouré-Einzugsgebiet. Im Oberwasser von Souapiti befindet sich etwa 66 km stromaufwärts das Kraftwerk Kaleta, etwa 6 km stromabwärts das Kraftwerk Garafiri. Weiter flussabwärts befindet sich das Kraftwerk Amaria derzeit im Bau und soll 2025 fertiggestellt sein. Zusammen sollen die 4 Kraftwerke eine Leistung von 1200 MW haben.

## Bau
Im Januar 2015 wurde der Grundstein für die Anlage gelegt und die Hauptbauarbeiten begannen im April 2016. Die ersten beiden Abschnitte wurden dann im November 2020 in Betrieb genommen, die letzten beiden im Januar und März 2022. In der Anlage sind 4 Francis-Turbinen installiert.